# カヤツリグサ
{{生物分類表
|色 = lightgreen
|名称 = カヤツリグサ
|画像 = [[File#REDIRECT [[]]:Kayaturigusa.jpg|250px|]]
|画像キャプション = Cyperus microiria
|status = 
|分類体系 = APG III
|界 = 植物界 Plantae
|門階級なし = 被子植物 Angiosperms
|綱階級なし = 単子葉類 Monocots
|亜綱階級なし = ツユクサ類 Commelinids
|目 = イネ目 Poales
|科 = カヤツリグサ科 Cyperaceae
|属 = カヤツリグサ属 Cyperus
|種 = カヤツリグサ C. microiria
|学名 = Cyperus microiria
 Steud.
|シノニム = 
|和名 = カヤツリグサ（蚊帳吊草）、マスクサ（枡草）
|英名 = asian flatsedge
}}
カヤツリグサ（蚊帳吊草、莎草、学名: Cyperus microiria）は、カヤツリグサ科カヤツリグサ属の一年生植物。道端や田畑にも出現する雑草。マスクサ（枡草）ともいう。
近似種が多く、多くの場合にそれらが混同されている。

## 特徴
背丈は30cm程度、大きいものでも50cmくらい。全体に緑色で、つやがある。根元には少数の細長い葉がある。その真ん中から直立する茎を伸ばす。茎は節がなく、枝分かれせず、真っすぐに伸び、先端に花序をつける。茎の断面は、三角形になっている。
花序の基部には葉の形の苞が数枚あり、何枚かは花序より長い。根元の葉が少ないので、全体としては頭でっかちな姿である。
小穂は平らで細長く、多少褐色を帯びる。小穂が小軸からやや大きい角度で突き出し、それがずらりと並んでブラシのようになったものが茎の先端から伸びた柄の先にいくつかついて、そういう柄が茎の先端から数本伸びたものが花序を形成している。茎の先端に直についた穂もある。
花は小穂の鱗片の中に収まり、雌しべを雄しべが取り囲むだけの簡単なもの。雌しべは成熟して果実になると、鱗片とともに脱落する。
果実は褐色でつやがあり、断面は三角形をしている。
茎を折ると柑橘系の香りがする。

## 分布
本州から九州まで分布し、その範囲ではごくふつう。琉球列島からは知られておらず、かつて記録があるのは近縁のチャガヤツリとされている。日本国外では、朝鮮と中国に分布する。近縁のコゴメガヤツリに比べて分布は狭い。

## 利害
カヤツリグサは「蚊帳吊り草」の意味である。昔、この植物の茎を引き裂いて蚊帳を吊ったような四角形を作る子供の遊びがあったことに基づく。
他方、水田や畑地におけるごく普通な雑草であり、特に日本の畑地において、もっとも被害の大きい雑草の一つという評価もある。外見のよく似たコゴメガヤツリも同様によく見られる雑草であるが、両者の性格には若干の差異がある。それについてはコゴメガヤツリの項を参照されたい。

## 近縁種
この属の日本産の種は、雑種も含めれば約40種あり、水湿地に生育するものが多い。1mを越える大型種から、高さ数cm程度の小型種まで、さまざまである。特徴のはっきりしているものもあるが、正確な同定には、鱗片の形や果実の形、柱頭の数などを見る必要がある。
そのうちで、本種と極めて似ているものは次の二つである。
チャガヤツリ Cyperus amuricus Maxim.
カヤツリグサと最もよく似ている。花序がより単純であること、鱗片が反り返ることなどで区別できる。
コゴメガヤツリ Cyperus iria L.
水田に多い。小穂が小軸に寄り添うこと、鱗片の先端が丸いことで区別できる。
他に、以下のようなものが普通に見られる。
ハマスゲ Cyperus rotundus L.
乾燥した草原や田畑に出現する。赤褐色の細い小穂をつける。
イヌクグ Cyperus cyperoides (L.) O.Kunze
乾燥した草原や田畑に出現する。小穂が円筒形で花が少ない。
クグガヤツリ Cyperus compressus L.
乾燥した草原や田畑に出現する。背丈が低く、楕円形の偏平な小穂をつける。
アゼガヤツリ Cyperus flavidus Retz.
水田にある。地下茎が横に這い、小穂が褐色で細長くて掌状につく。
タマガヤツリ Cyperus difformis L.
水田にある。細かい小穂が丸いぼんぼり状に生じる
ヒナガヤツリ Cyperus flaccidus Steud.
水田にある。背が低く、小判状の小穂を掌状につける